# فهرست کشورها بر پایه تولید آلو
این فهرست کشورها بر پایه تولید آلو در سال ۱۳۸۷ هجری شمسی ۲۰۰۸ میلادی، بر اساس گزارش، کتاب حقایق جهان و فائو منتشر شده است.
| رتبه | کشور                | تولید الو به تن |
| ---- | ------------------- | --------------- |
| ۱    | چین                 | ۵٬۲۲۳٬۰۰۱       |
| ۲    | ایالات متحده آمریکا | ۶۷۵٬۰۰۰         |
| ۳    | صربستان             | ۶۰۶٬۷۶۷         |
| ۴    | رومانی              | ۴۷۵٬۲۹۰         |
| ۵    | شیلی                | ۳۰۰٬۰۰۰         |
| ۶    | ترکیه               | ۲۴۸٬۱۸۵         |
| ۷    | اسپانیا             | ۱۹۱٬۱۰۰         |
| ۸    | ایتالیا             | ۱۸۳٬۹۵۵         |
| ۹    | هند                 | ۱۶۰٬۰۰۰         |
| ۱۰   | ایران               | ۱۴۷٬۰۰۰         |
| ۱۱   | فرانسه              | ۱۴۶٬۹۰۳         |
| ۱۲   | اوکراین             | ۱۳۵٬۵۰۰         |
| ۱۳   | بوسنی و هرزگوین     | ۱۳۲٬۶۲۳         |
| ۱۴   | آرژانتین            | ۱۲۸٬۰۰۰         |
| ۱۵   | روسیه               | ۱۱۵٬۰۰۰         |
| ۱۶   | لهستان              | ۱۱۳٬۵۷۸         |
| ۱۷   | پاکستان             | ۷۳٬۰۵۳          |
| ۱۸   | مکزیک               | ۷۰٬۰۲۴          |
| ۱۹   | مراکش               | ۶۵٬۵۵۶          |
| ۲۰   | ازبکستان            | ۶۵٬۰۰۰          |
| ۲۱   | کره جنوبی           | ۶۴٬۸۱۶          |
| ۲۲   | کرواسی              | ۶۴٬۲۳۸          |
| ۲۳   | اتریش               | ۶۳٬۴۲۹          |
| ۲۴   | بلاروس              | ۶۲٬۲۷۱          |
| ۲۵   | آفریقای جنوبی       | ۶۲٬۰۴۳          |
| ۲۶   | مولدووا             | ۵۶٬۱۵۷          |
| ۲۷   | الجزایر             | ۵۰٬۰۰۰          |